# Gazi Husrev-begova medresa
Gazi Husrev-begova medresa je najstarija odgojno-obrazovna institucija u Bosni i Hercegovini i jedna od rijetkih u svijetu koja u kontinuitetu radi više od 480 godina. Preteča je Sveučilišta u Sarajevu.

## Povijest
Gazi Husrev-begova medresa osnovana je 8. siječnja 1537. godine. Njen osnivač je unuk osmanskog sultana Bajazida II., Gazi Husrev-beg, čija vakufnama čini trajnu organizacijsku i programsku osnovu rada ove škole. Poznata je pod imenom Kuršumli medresa po olovnim kupolama koje je prekrivaju (Kuršumlija). Prvobitno ime je nosila po imenu Gazi Husrev-begove majke, osmanske princeze iz Seldžučkog sultanata, u čiju slavu je i sagrađena, Seldžuklija.
Zahvaljujući vakifovoj mudroj i dalekovidoj oporuci iz navedene vakufname da se u školi, pored duhovnih i tradicionalnih znanosti, izučava "i drugo što bude potrebno s obzirom na običaj i mjesto", Gazi Husrev-begova medresa je sve vrijeme svoga postojnja bila u punom znanstveno-pedagoškom dosluhu s prilikama i vremenom u kojem je djelovala. Gazi Husrev-begovu medresu završilo je više tisuća bošnjačkih alima, imama, hatiba, mualima, muftija, hafiza, ali i priznatih filozofa, umjetnika i znanstvenika.
Gazi Husrev-begova medresa danas djeluje kao srednja škola. Školovanje traje četiri godine. Nastava se izvodi na bošnjačkom jeziku po Nastavnom planu i programu koji donosi Rijaset Islamske zajednice u Bosni i Hercegovini, a odobrava Ministarstvo obrazovanja i nauke Sarajevske županije. Svršenici Gazi Husrev-begove medrese mogu nastaviti školovanje na bilo kojem fakultetu u Bosni i Hercegovini i na mnogim fakultetima u inozemstvu, posebno u islamskom svijetu.

## Vanjske poveznice
- Službena stranica  Arhivirana inačica izvorne stranice od 13. svibnja 2020. (Wayback Machine)